# Annika Hedvall
Annika Hedvall född den 28 juli 1969, är sedan den 1 augusti 2017 kommunchef för Vaggeryds kommun. Hedvall har tidigare arbetat som kommunchef i Tranemo kommun och som enhetschef i Ulricehamns kommun.